# 합천 해인사 장경판전
해인사 장경판전(海印寺 藏經板殿)은 국보 제52호로, 해인사에 딸린 건물의 하나이다. 장경각(藏經閣), 판당(板堂), 판전(板殿)이라고도 불렸다. 
고려 시대에 만들어진 8만여 장의 팔만대장경 목판을 보관하고 있는 건물로, 대적광전 뒤편의 언덕에 위치해 있다. 해인사에 남아있는 건물 중 가장 오래된 것이다. 
장경판전은 건물 자체가 특수할 뿐 아니라 고려대장경의 판전으로서 유명하며, 똑같은 규모양식을 가진 두 건물이 남북으로 나란히 세워져 있어 남쪽을 수다라장(修多羅藏), 북쪽을 법보전(法寶殿)이라 한다. 
건물은 간단한 방식으로 가구하였고 세부 역시 간결하여 판전에 요구되는 기능을 충족시킬 목적 이외에는 아무런 장식적 의장을 가하지 않았다. 그 앞 2개 동의 소당에는 보판(補板)과 잡판(雜板)을 소장하고 있지 않다.

## 개요
가야산 중턱 해발 고도 약 700m에 자리잡은 해인사는 통일신라 애장왕 3년(802)에 지은 사찰로, 왕후의 병을 부처의 힘으로 치료해 준 것에 대한 감사의 뜻으로 지었다고 한다. 
이후 고려 중엽에 이르러 몽골의 침공이라는 초유의 국난을 부처의 힘으로 극복한다는 종교적인 명분에 의해 팔만대장경 조판이 이루어졌고, 팔만대장경은 강화도를 비롯한 각지를 떠돌다 최종적으로 해인사에 자리잡게 되었다. 이후 해인사는 팔만대장경을 소장한 곳으로서 삼보 가운데 하나인 '법보'(法寶)가 보존된 사찰 즉 '법보사찰'로 불리게 되었다. 
장경판전을 처음 지은 연대는 정확히 알지 못하지만, 팔만대장경이 최종적으로 해인사로 옮겨진 것이 1397년의 일로, 장경판전의 건립도 그로부터 멀지 않은 것으로 여겨진다. 조선 세조 3년(1457년)에 크게 다시 지었고 성종 19년(1488년)에 승려 학조가 왕실의 후원으로 다시 지어 ‘보안당’이라고 했다는 기록이 있다. 
산 속 깊은 곳에 자리잡고 있어 임진왜란에도 피해를 입지 않았으며, 광해군 14년(1622)과 인조 2년(1624)에 수리하였다. 광해군 14년 수리 당시 유몽인이 지은 가야산팔만대장경전상량문(伽倻山八萬大藏經殿上樑文)이 남아 있다.

## 건축으로서의 장경판전
앞면 15칸·옆면 2칸 크기의 두 건물을 나란히 배치하였는데, 남쪽 건물은 ‘수다라장’이라 하고 북쪽의 건물은 ‘법보전’이라 한다. 서쪽과 동쪽에는 앞면 2칸·옆면 1칸 규모의 작은 서고가 있어서, 사간판 대장경 즉 팔만대장경과는 별개로 해인사에서 자체적으로 간행한 경전의 목판이 소장되어 있다. 
대장경판을 보관하는 건물의 기능을 충분히 발휘할 수 있도록 장식 요소는 두지 않았으며, 통풍을 위하여 창의 크기를 남쪽과 북쪽을 서로 다르게 하고 각 칸마다 창을 내었다. 또한 안쪽 흙바닥 속에 숯과 횟가루, 소금을 모래와 함께 차례로 넣음으로써 습도를 조절하도록 하였다.
자연의 조건을 이용하여 설계한 합리적이고 과학적인 점 등으로 인해 대장경판을 지금까지 잘 보존할 수 있었다고 평가 받고 있다.
해인사 장경판전은 15세기 건축물로서 세계 유일의 대장경판 보관용 건물이며, 장경판전에 보관된 팔만대장경보다 장경판전 건물 자체가 앞서서 유네스코 세계문화유산으로 등재되었다. 
한국의 포털 사이트 네이버가 2013년 6월 설립한 데이터센터 각(閣)은 그 건축 설계에 있어서 해인사 장경판전의 설계 구조를 많이 반영하였으며, '각'이라는 이름 역시 해인사 장경판전(장경각)에서 따왔다.

## 같이 보기
- 해인사
- 해인사 대장경판
- 해인사 고려목판